# Mesedra
Mesedra là một chi bướm đêm thuộc họ Geometridae.